# Kumru (gmina)
Kumru – gmina (khum) w północno-zachodniej Kambodży, w północnej części prowincji Bântéay Méanchey, w dystrykcie Thmâ Puŏk. Stanowi jedną z 6 gmin dystryktu.

## Miejscowości
Na obszarze gminy położonych jest 7 miejscowości:
- Andoung Khlong
- Kumru
- Ta Yueng
- Aekakpheap
- Phsar Thmei
- Svay Chrum
- Prey Veng